# دانغار
دَنغَر أو دَنغار هي جزيرة تبلغ مساحتها 29 هكتار (72 فدان) في نهر هوكسبري إلى الشمال من سيدني في نيو ساوث ويلز في أستراليا. يبلغ عدد سكانها نحو 250 نسمة.